# Ingrid Kirschey-Feix
Ingrid Kirschey-Feix (* 1950 in Berlin) ist eine deutsche Autorin, Journalistin, Lektorin und Publizistin.

## Leben
Ingrid Feix wurde 1950 in Berlin als Tochter des Juristen Gerhard Feix geboren. Sie studierte von 1970 bis 1974 Philosophie an der Humboldt-Universität zu Berlin und Journalistik an der Sektion Journalistik der Karl-Marx-Universität Leipzig.
Im Anschluss war sie Kulturredakteurin des FDJ-Zentralorgans junge Welt. Nach mehreren Konflikten mit der Leitung der Zeitung zog sie sich zunehmend zurück. Sie wurde Mutter und ging mit ihrem Ehemann, der als Korrespondent für die Zeitung Neues Deutschland tätig war, 1984 nach Warschau. Bis 1987 war sie dort als Korrespondentin tätig. Danach überzeugte Hans-Dieter Schütt sie, nach Berlin zurückzukehren und die Kulturabteilung der jungen Welt zu leiten. Mangels Alternativen willigte sie ein, war aber schon nach kurzer Zeit vom verordneten „Jubel-Journalismus“ abgestoßen.
Im Januar 1989 kündigte Kirschey-Feix und wechselte zum Buchverlag Neues Leben, wo sie bis 1995 als Lektorin und Programmleiterin wirkte. Seit Mitte der 1990er Jahre ist Kirschey-Feix freiberuflich als Lektorin und Publizistin für verschiedene Verlage tätig. Sie gab unter anderem Briefwechsel zwischen Brigitte Reimann und Hermann Henselmann sowie Erwin und Eva Strittmatter heraus. Daneben veröffentlichte sie diverse Reiseratgeber. Für das Lexikon ostdeutscher Biographien Wer war wer in der DDR? verfasste sie zahlreiche Beiträge.
Sie lebt in Berlin und Altgaul bei Wriezen.

## Schriften und Herausgeberschaften
- Ingrid Kirschey-Feix: Treffpunkt Scheunenviertel. Leben im Schtetl (= Teil von Anne-Frank-Shoah-Bibliothek). Verlag Neues Leben, Berlin 1993, ISBN 3-355-01397-8 (218 S.).
- Ingrid Kirschey-Feix: Wohl oder übel muß ich armes Weibsen dran. Anekdoten über Königin Luise. Eulenspiegel-Verlag, Berlin 1999, ISBN 3-359-00958-4 (142 S.).
  - 1. Neuausgabe[4] als Online-Ressource (EPUB) u.d.T.: Ingrid Feix: Das ist gegen alle Etikette. Anekdoten über Königin Luise. Eulenspiegel-Verlag (ein Imprint von Das Neue Berlin Verlag), Berlin 2016, ISBN 978-3-359-50055-1; – als Printausgabe: Ebd., 2020, ISBN 978-3-359-02495-8 (128 S.).
- Brigitte Reimann, Hermann Henselmann: Mit Respekt und Vergnügen. Briefwechsel (= Aufbau-Taschenbücher. Band 1539). Hrsg. von Ingrid Kirschey-Feix. Aufbau Taschenbuch, Berlin 2001, ISBN 3-7466-1539-9 (120 S.).
- Ingrid Kirschey, Peter Kirschey: Österreich. Komet, Köln 2008, ISBN 978-3-89836-805-6 (160 S.).
- Ingrid Kirschey, Peter Kirschey: Kapverden. Komet, Köln 2008, ISBN 978-3-89836-806-3 (160 S.).
- Helmut Müller-Enbergs (Hrsg.): Wer war wer in der DDR? Ein Lexikon ostdeutscher Biographien. 2 Bände: Band 1: A–L, Band 2: M–Z. Unter Mitarbeit von Olaf W. Reimann, in Kooperation mit der Bundesstiftung zur Aufarbeitung der SED-Diktatur. 5., aktualisierte und erweiterte Neuausgabe. Links, Berlin 2010, ISBN 978-3-86153-561-4.
- Ingrid Feix: Niederfinow. Wo die Schiffe Fahrstuhl fahren. edition q im Be.bra-Verlag, Berlin/Brandenburg 2012, ISBN 978-3-86124-663-3 (80 S.).
- Ingrid Feix, Marijke Topp, Matthias Zimmermann, Robert Zagolla: Brandenburg auf dem Wasser. Die schönsten Ausflüge mit Dampfer, Kanu, Hausboot & Co. edition q im Be.bra-Verlag, Berlin/Brandenburg 2015, ISBN 978-3-86124-687-9 (157 S.).
- Ulrich Hopp (Hrsg.), Ingrid Feix: Bücher auf den Punkt gebracht. be.bra verlag, Berlin 2015, ISBN 978-3-89809-123-7 (208 S.).
- Erwin Strittmatter, Eva Strittmatter: Du bist mein zweites Ich. Der Briefwechsel. Hrsg. Erwin Berner, Ingrid Kirschey-Feix. Aufbau Taschenbuch, Berlin 2019, ISBN 978-3-351-03765-9 (377 S.).